# Putain ! Les moustiques
Série
La Lanterne du Seigneur à Budapest
(1999) Last Supper at the Arabian Gray Horse
(2001)
Pour plus de détails, voir Fiche technique et Distribution.
Putain ! Les moustiques (Anyád! A szúnyogok) est un film hongrois réalisé par Miklós Jancsó et István Márton, sorti en 2000.
Il s'agit du deuxième film de Miklós Jancsó mettant en scène les personnages de Kapa et Pepe.

## Synopsis
Kapa et Pepe sont pris dans de nouvelles aventures évoquant la mort et de la résurrection, un enfant élevé et vendu par un compte, une pomme empoisonnée et de la fausse monnaie détenue par un arrière-grand-père.

## Fiche technique
- Titre : Putain ! Les moustiques
- Titre original : Anyád! A szúnyogok
- Réalisation : Miklós Jancsó et István Márton
- Scénario : Ferenc Grunwalsky, Gyula Hernádi et Miklós Jancsó
- Montage : Zsuzsa Csákány
- Production : András Ozorai
- Pays :  Hongrie
- Genre : Comédie
- Durée : 80 minutes
- Dates de sortie : 
  -  Hongrie : 10 février 2000

## Distribution
- Zoltán Mucsi : Kapa
- Péter Scherer : Pepe
- Emese Vasvári : Emese
- Miklós B. Székely : l'arrière-grand-père
- Erno Laszlo Nyiri : Blöró

## Distinctions
Le film a reçu le prix du meilleur réalisateur lors de la Semaine hongroise du cinéma.